# Sabine Reger
Sabine Reger (* 5. Mai 1961; † 5. Januar 2024) war auf Vorschlag der AfD Richterin am Verfassungsgerichtshof für das Land Baden-Württemberg, wo sie der Gruppe der Mitglieder ohne Befähigung zum Richteramt angehörte.

## Leben
Reger war gelernte Bankkauffrau und studierte Betriebswirtschaftslehre an der Steinbeis-Hochschule Berlin. Sie wurde am 14. Juni 2018 auf Vorschlag der AfD-Fraktion im Landtag Baden-Württemberg im zweiten Wahlgang mit 30 gegen 28 Stimmen bei 65 Enthaltungen zur Richterin am Verfassungsgerichtshof für das Land Baden-Württemberg gewählt, nachdem sie in einem ersten Wahlgang zunächst nicht die erforderliche einfache Mehrheit erreicht hatte. Sie gehörte dem Gericht bis zu ihrem Tod an. Ihr Nachfolger wurde Rami Suliman.
Reger lebte in Wehingen und arbeitete als Unternehmensberaterin. Sie war ab Dezember 2015 Mitglied der AfD. Zudem war Reger von 2019 bis zu ihrem Tod Mitglied des Gemeinderats von Wehingen.